# 戸倉城 (伊豆国)
戸倉城（とくらじょう）は、駿河国駿東郡戸倉（静岡県駿東郡清水町徳倉）にあった日本の城。
伊豆国と駿河国の国境にあり、戸倉は本来は駿河国に属していたが、戦国時代当時は現地においては伊豆国の一部として認識されていた。

## 概要
文明（1469年～1487年）年間に今川氏により築城されたとする史料（『龍泉寺記』）もあるが定かでなく、天文（1532年～1554年）年間以降の築城ではないかとする意見がある。北条氏綱が築いたともいわれる。伊豆と駿河の国境を守る城として重視された。
甲相駿三国同盟が破れた後、1568年（永禄11年）から1571年（元亀2年）にかけて武田氏と北条氏との戦いの舞台となった。1581年（天正9年）に北条の城将だった笠原政尭が武田氏に寝返り、戸倉城は武田氏の城となった。1582年（天正10年）に武田氏が滅亡した後は再び北条氏のものとなった。1590年（天正18年）に 豊臣秀吉の小田原征伐が始まると、北条氏の城兵は戸倉城を捨て、韮山城や山中城に撤退した。
現在では戸倉城が築かれた小山を本城山と呼び、本曲輪だった山頂部が本城山公園として整備され展望台が置かれている。公園造成により遺構の状態は良くないが、本曲輪や二の曲輪跡、二重の堀切などをみることができる。